# Q-Tip
Kamaal Ibn John Fareed, ursprungligen Jonathan William Davis, född 10 april 1970 i Harlem, New York, mer känd som Q-Tip, är en amerikansk rappare, musikproducent, sångare, skådespelare och DJ. Han växte upp i kvarteret St. Albans i Queens, New York.
Tillsammans med high school-kompisen Ali Shaheed Muhammad, barndomsvännen Malik Taylor (mer känd som Phife Dawg) och Jarobi White, även han uppvuxen i St. Albans, bildade de hiphopgruppen A Tribe Called Quest. Q-Tip ingick också i den kortlivade producenttrion The Ummah, som förutom Q-Tip bestod av Ali Shaheed Muhammad och Jay Dee (även känd som J Dilla). Q-Tip har även släppt tre soloalbum.
År 2006 vann Q-Tip och The Chemical Brothers en Grammy för Best Dance Recording, för låten "Galvanize" där han medverkade med rap.

## Diskografi

### Solo
- 1999 – Amplified
- 2008 – The Renaissance
- 2009 – Kamaal the Abstract

### Med A Tribe Called Quest
- 1990 – People's Instinctive Travels and the Paths of Rhythm
- 1991 – The Low End Theory
- 1993 – Midnight Marauders
- 1996 – Beats, Rhymes and Life
- 1998 – The Love Movement
- 2016 – We Got It from Here... Thank You 4 Your Service

## Filmografi
- 1993 – Poetic Justice
- 1999 – Love Goggles
- 2000 – Disappearing Acts
- 2001 – Prison Song
- 2003 – Death of a Dynasty
- 2004 – She Hate Me
- 2008 – Cadillac Records
- 2010 – Holy Rollers